# 小高伸太
小高 伸太（おだか のぶもと、1957年6月2日 - ）は日本の政治家。千葉県議会議員（7期）。第71代千葉県議会議長を務めた。

## 経歴
千葉県勝浦市生まれ。1976年、千葉県立長狭高等学校を卒業。1980年、日本大学経済学部を卒業。その後、父が経営する勝浦ホテル三日月に入社。1985年8月から1987年3月にかけて、小坂徳三郎、長田裕二の秘書を相次いで務めた。同年4月に勝浦ホテル三日月の取締役に就任した。1991年の千葉県議会議員選挙に勝浦市選挙区から自由民主党公認で立候補して、無投票で初当選を果たした。1995年の県議選でも無投票で再選を果たした。1999年の県議選でも無投票で3選を果たした。2003年4月13日の県議選はこれまでと一転して、選挙戦となったが、新人を破って4選を果たした。2007年の県議選には立候補しなかった。2011年の県議選には勝浦市・夷隅郡選挙区から立候補して、無投票で5選を果たして返り咲きを果たした。2015年の県議選でも無投票で6選を果たした。2017年7月12日から2018年7月まで第71代千葉県議会議長を務めた。2019年の県議選でも無投票で7選を果たした。

## 騒動
2022年6月3日、本会議中に第26回参議院選挙の比例代表候補者名簿を閲覧しているのが目撃されている。

## 家族
- 父 - 小高芳男（1930年2月28日[12] - 2017年7月10日[13]、千葉県議会議員[1]・ホテル三日月グループ社長[1]）